# John III Comyn
John III Comyn (12?? - Dumfries, 10 februari 1306) was heer van Badenoch en Lochaber. Zijn bijnaam was ook wel de Rode Comyn. Comyn was een Schotse edelman en belangrijk figuur tijdens de 'Schotse onafhankelijksheidsoorlogen'. Zijn familie steunde het koningschap van John Balliol. Hij was Beschermheer van Schotland tijdens de tweede koningsonderbreking 1296-1306. Hij is het bekendst om zijn dood, hij werd doodgestoken door de toekomstige koning Robert I van Schotland voor het altaar van de Greyfriars kerk in Dumfries.
Zijn vader John II Comyn, de Zwarte Comyn, was een van de vele kandidaten voor de kroon van Schotland. Hij claimde daarbij dat hij een afstammeling was van Donald III van Schotland. Zijn moeder was Eleanor (Alianora) Balliol, oudste dochter van John Balliol, en zus van de in 1296 afgezette Schotse koning John Balliol. De Rode Comyn was waarschijnlijk verbonden aan koninklijke bloedlijn van Frans-Normandische afkomst. Rond 1290 trouwde Comyn met Joan de Valence, een dochter van William de Valence, graaf van Pembroke en een oom van Eduard I van Engeland.